# Petronella Herfst
Petronella Elisabeth Herfst-Braams (Amsterdam, 8 december 1841 – Rotterdam, 29 juni 1948) was van 1946 tot haar dood twee jaar later op 106-jarige leeftijd de oudste inwoner van Nederland. Als "Opoe Herfst" werd haar naam vooral in Rotterdam spreekwoordelijk.

## Levensloop
Petronella Elisabeth Braams werd geboren in Amsterdam. Op 18-jarige leeftijd trouwde ze met Pieter Herfst uit Capelle aan den IJssel, bestuurder op de paardentram. Het echtpaar ging wonen op de Honingerdijk in Kralingen en kreeg zestien kinderen. Ze waren bijna 60 jaar getrouwd op de dag dat Herfst stierf. Tot haar negentigste was Herfst-Braams baker. Toen ze 95 jaar oud was, trok ze in bij haar dochter op de Libanonweg in Kralingen.
"Opoe Herfst" bereikte in 1941 de leeftijd van 100 jaar, toen nog een grote zeldzaamheid. Twee jaar later kreeg ze verjaardagsbezoek van oorlogsburgemeester F.E. Müller. Volgens een anekdote zou ze hem, gevraagd naar een wens, hebben geantwoord dat ze graag koningin Wilhelmina en prinses Juliana zou weerzien.
In 1946 werd ter gelegenheid van Herfst-Braams' 105e verjaardag door het Polygoonjournaal een korte reportage over haar gemaakt, die in bioscopen in heel Nederland werd vertoond en die ze in het Victoria-theater in Rotterdam ook zelf zag. Voor die verjaardag kreeg ze van het Amerikaanse Rode Kruis een grote doos sigaretten (Chesterfields), die direct werd aangebroken, met als gevolg dat er "in minder dan geen tijd een dichte blauwe rook in de kamers [hing]". Herfst-Braams was toen al de oudste inwoner van Nederland. Ze hield van het goede leven, ging graag naar de bioscoop en sloeg nooit een uitvoering over van de Rotterdamse tramharmonie. Ook bij haar 106e verjaardag in 1947 besteedde het Polygoonjournaal aandacht aan haar.
Bij haar overlijden, op 29 juni 1948, was Herfst-Braams 106 jaar en 204 dagen oud. Het Nederlands leeftijdsrecord voor vrouwen, dat eerder op naam stond van Sophia Wijnberg (1799-1905), had ze enkele maanden eerder (op 8 april 1948) al gebroken. Na het overlijden van "Opoe Herfst" was Kralingen in diepe rouw: "voor vrijwel alle ramen hingen de witte lakens". Ze werd begraven op de Algemene Begraafplaats Crooswijk, waarbij honderden mensen aanwezig waren.
In 2006 schonk haar achterkleinzoon het "zwarte jakje met zilveren broche" en het hoedje, dat ze ruim veertig jaar bij speciale gelegenheden had gedragen, aan het Museum Rotterdam.